# Adriana Salvatierra Arriaza
Adriana Salvatierra Arriaza (Santa Cruz de la Sierra, 3 de juny de 1989) és una politòloga i política boliviana-xilena. Des del 18 de gener de 2019, va ser Presidenta de la Cambra de Senadors de Bolívia durant el tercer govern del president Evo Morales. El 2015 va accedir al càrrec de senadora pel Movimento al Socialismo representant al Departament de Santa Cruz.

## Biografia
Adriana Salvatierra va néixer el 3 de juny de 1989 a la Ciutat de Santa Cruz de la Sierra. El seu pare és l'advocat bolivià Hugo Salvatierra Gutiérrez, qui havia estat dirigent del partit Movimiento de Izquierda Revolucionaria i també viceministre durant el primer govern del President Evo Morales Ayma. La seva mare és la psicòloga xilena Luisa Arriaza Zúñiga, nascuda a Peumo, a l'antiga província d'O'Higgins. Arriaza va ser militant de les Joventuts Comunistes de Xile. Tots dos es van conèixer a Santiago de Xile, per a després traslladar-se a la ciutat de Santa Cruz de la Sierra. El 2004, la seva mare va inscriure el seu naixement al consolat xilè a La Paz, fet que li va permetre adquirir la nacionalitat xilena per consanguinitat.
Adriana Salvatierra va créixer a la seva ciutat natal. Va començar els estudis escolars el 1995, acabant el batxillerat l'any 2006 a la seva ciutat natal. Va ingressar a la carrera de ciències polítiques de la Universitat Autònoma Gabriel René Moreno l'any 2007, graduant-se com a politòloga el 2012. Residí a Xile entre 2012 i 2017, a la comuna de Peñalolén, Santiago de Xile, a la regió Metropolitana de Santiago.

### Carrera política
L'ingrés d'Adriana Salvatierra a la vida política data de l'any 2005, quan amb 16 anys, Salvatierra decidí afiliar-se com a militant a les files del partit del Movimiento al Socialismo (MAS). El 2007, va passar a formar part d'una organització política juvenil denominada Columna Sud. Les joventuts del seu partit la van triar com a candidata a senadora l'any 2014 per la seva professionalitat i el seu treball de base amb organitzacions socials, civils i camperoles. Salvatierra és actualment la Presidenta del Senat més jove de la història de Bolívia, atès que va prendre el càrrec als 29 anys.

### Senadora de Bolívia (2015-2019)
Va ser representant de les Joventuts del MAS al seu departament i va postular-se com a suplent del primer senador per Santa Cruz i posterior ministre de govern, Carlos Romero. Va arribar al senat als 26 anys.

### Presidència del Senat (2019)
El 18 de gener de 2019, Salvatierra jurà com a Presidenta de la Cambra de Senadors, en successió del senador Milton Baró. Adriana Salvatierra es convertí en la quarta dona en la història a arribar a presidir el Senat, després de Mirtha Quevedo, Ana María Romero de Campero i Gabriela Montaño, i en la presidenta més jove de la Cambra.
Després del cop d'estat de la tardor de 2019, Salvatierra va presentar la seva dimissió com a senadora i com a presidenta del Senat, refugiant-se a l'ambaixada de Mèxic. No obstant això, el 13 de novembre Salvatierra va denunciar que l'autoproclamada presidència de Jeanine Áñez va ser il·legal i que s'estava pressionant a dirigents del partit del govern per grups violents per a dimitir de les seves funcions. També va denunciar que la policia va impedir l'entrada de la bancada del MAS al seu lloc de treball. Davant la versió de la seva suposada dimissió a la presidència del Senat, Salvatierra va aclarir que, tot i que el document va ser presentat, no té validesa ateses les circumstàncies d'excepció, i encara es manté en el càrrec.